# Volgabulgarske rige
Det volga-bulgarske Rige var en historisk stat, som eksisterede fra 600-tallet e.Kr. til 1200-tallet e.Kr. i området omkring floderne Volga og Kama i det nuværende Rusland.
Der findes kun få samtidige skriftlige kilder om det volga-bulgarske rige, og størstedelen af kildematerialet om staten kommer fra arabiske, persiske og russiske kilder.
Volga-protobulgarerne kom efter protobulgarerne og var af tyrkisk oprindelse. De kom til området under khanen Kotrag, efter at være udvandret fra området omkring Azov, fra Det storbulgarske rige. Volga-protobulgarerne assimilerede sig sandsynligvis med lokalbefolkningen, som var af finsk-ugrisk og måske også slavisk oprindelse. Volga-protobulgarerne konverterede til islam i 922 efter missionsvirksomhed ved Ibn Foslan.
Det Volga-bulgarske rige var ingen stat i moderne forstand, men snarere et halvnomadisk forbund. Volga-protobulgarerne var sandsynligvis også delvis underlagt khazarerne. Det Volga-bulgarske rige havde mindst to byer, Bolgar og Suvar, som i vid udstrækning ernærede sig ved handel mellem finsk-ugriske og russiske grupper i nord og det Østromerske rige og Bagdad-kalifatet i syd.
I 1237 kom Det Volga-bulgarske rige under mongolernes kontrol og kom senere med under Den Gyldne Horde. Senere blev det lagt under Kazan-khanatet, til det blev indlemmet i Rusland i 1552. Dette førte til, at den Volga-bulgarske kultur gradvist blev assimileret med andre kulturer i området.